# پترالیا سوپرانا
پترالیا سوپرانا (به ایتالیایی: Petralia Soprana) یک کومونه در ایتالیا است که در استان پالرمو واقع شده‌است.

## خصوصیات
پترالیا سوپرانا ۵۶٫۸ کیلومترمربع مساحت و ۳۶۳۰ نفر جمعیت دارد.